# Atari 8 bit-familie

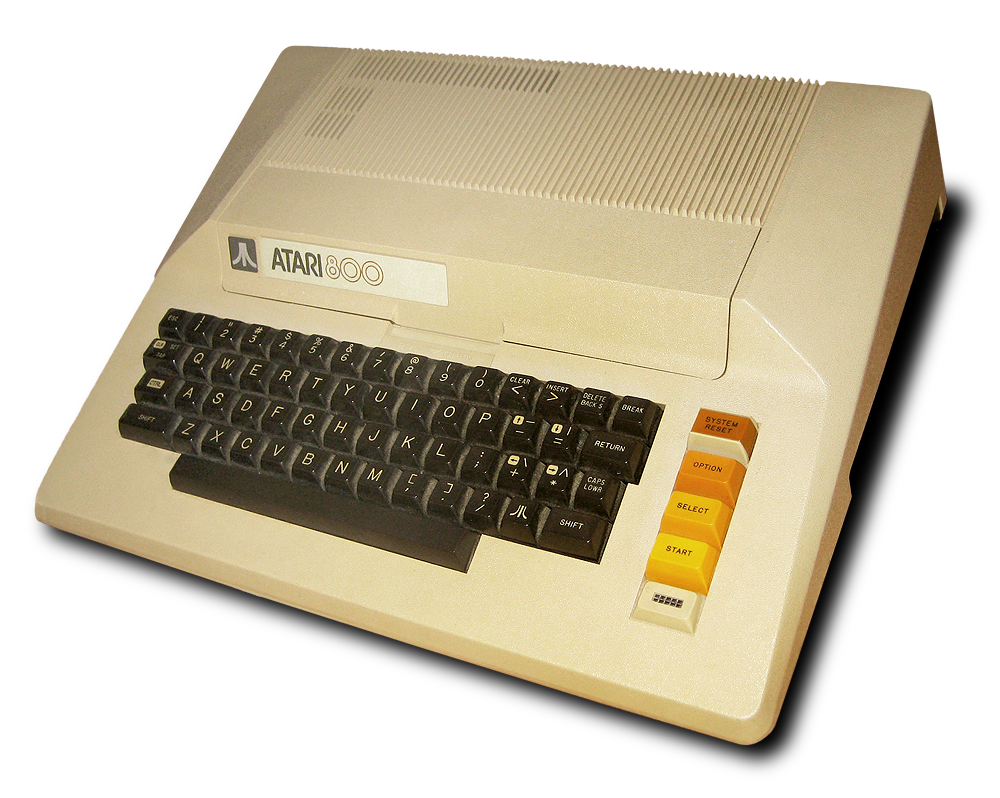
Atari 800

Atari ontwikkelde een reeks 8 bit-homecomputers die waren gebaseerd op de MOS Technology 6502-processor.
De eerste modellen waren de Atari 400 en 800. In 1982/1983 werden deze opgevolgd door de 600XL en 800XL. Deze XL-computers functioneerden gelijktijdig als een van de grootste concurrenten voor de Commodore 64. Ze waren ook eigenlijk de enige 8 bitscomputers van Atari die bekend werden bij het grote publiek, hetgeen vooral kwam door de concurrentie met de Commodore 64.
De Atari XL had standaard een snellere processor dan de Commodore 64 en kon meer kleuren weergeven, namelijk 256 in plaats van de 16 die de Commodore bood. De Commodore had standaard echter een mooiere geluid-chip on board die de kans bood om synthesizerklanken mee maken en dus ook muziekstukken. Later werd dit ook op de Atari XL mogelijk dankzij fans die technische trucs toepasten. Ook spelletjesbedrijven gingen later de XL-geluid-chip beter programmeren.
Wat betreft grafische toepassingen leverde de Atari XL goede prestaties.
Er waren weinig verschillen tussen de verschillende modellen: intern bleven de computers grotendeels identiek.
De 8 bit-Atari's behoorden tot de eerste homecomputers die geproduceerd werden met standaardprocessoren en speciaal gemaakte custom chips voor geluid en beeld.
IBM overwoog zelfs om een licentie te verwerven om de door Atari ontwikkelde technologie voor hun eigen personal computer te krijgen, maar besloot uiteindelijk er zelf één te ontwikkelen. Doordat de tijd verging en de markt snel bewoog moest Atari met een nieuwe machine komen, wat tevens het einde betekende voor de 8 bits-Atari voor de grote massa. De 8 bits-Atari ging verder in de underground en een grote groep fans wereldwijd besloot ermee verder te gaan.